# 우노 미사코
우노 미사코(일본어: 宇野実彩子, 1986년 7월 16일 ~ ) 일본 도쿄도 출신의 여자스타, 가수·배우·프로듀서·수필가·댄서. 혼성 5인조 그룹 AAA의 멤버로 보컬을 맡고 있으며. 종교는 개신교이다.

## 노래
- 2005.7.27: SLOW DANCE
  - Groovin' /Mayu
  - Good Time /Mayu,ECO
  - Now Is The Time
- 2007.7.18: End of This Way
  - End of This Way

## 영화
- 2006: 그루지2 (조연- 미유키)
- 2010: 랑데뷰! (주연)

## 드라마
- 2008: 히토미
- 2009: 미래세기세익스피어
- 2010: 맛스구나 오또꼬
- 2012: 우메짱 선생
- 2013: 도쿄 토이 박스 (주연)

## 연극
- 우리의 손
- 은하영웅전설
- 겐지이야기